# 爱格妮思·科罗西
爱格妮思·科罗西（匈牙利語：Ágnes Kőrösi，1995年9月22日—），匈牙利女子羽毛球運動員。

## 簡歷
2015年4月，爱格妮思·科罗西出戰希臘羽毛球國際賽，與Orsolya Varga合作打進女子雙打比賽準決賽。

## 主要比賽成績
只列出曾進入準決賽的國際賽事成績：
| 年份   | 賽事                   | 公開賽級別 | 項目     | 拍檔          | 成績   |
| ------ | ---------------------- | ---------- | -------- | ------------- | ------ |
| 2015年 | 希臘羽毛球國際賽       | 國際系列賽 | 女子雙打 | Orsolya Varga | 準決賽 |
| 2017年 | 斯洛伐克羽毛球公開賽   | 未來系列賽 | 女子單打 | －            | 準決賽 |
| 2018年 | 冰島羽毛球國際賽       | 國際系列賽 | 女子單打 | －            | 準決賽 |
| 2018年 | 立陶宛羽毛球國際賽     | 未來系列賽 | 女子單打 | －            | 準決賽 |
| 2018年 | 立陶宛羽毛球國際賽     | 未來系列賽 | 女子雙打 | 达妮埃拉·贡达 | 準決賽 |
| 2018年 | 保加利亞羽毛球國際賽   | 未來系列賽 | 女子單打 | －            | 準決賽 |
| 2019年 | 賽普勒斯羽球國際賽     | 未來系列賽 | 女子雙打 | 达妮埃拉·贡达 | 冠軍   |
| 2019年 | 土耳其羽毛球公開賽     | 國際系列賽 | 女子雙打 | 达妮埃拉·贡达 | 準決賽 |
| 2020年 | 斯洛伐克羽毛球公開賽   | 未來系列賽 | 女子雙打 | 达妮埃拉·贡达 | 準決賽 |
| 2021年 | 斯洛文尼亞羽毛球國際賽 | 國際系列賽 | 女子單打 | －            | 亞軍   |
| 2021年 | 意大利羽毛球國際賽     | 國際系列賽 | 女子單打 | －            | 準決賽 |
| 2022年 | 聖但尼羽毛球公開賽     | 國際挑戰賽 | 女子單打 | －            | 準決賽 |
| 2022年 | 匈牙利羽毛球國際賽     | 國際系列賽 | 女子單打 | －            | 準決賽 |
| 2023年 | 匈牙利羽毛球國際賽     | 國際系列賽 | 女子單打 | －            | 亞軍   |
| 2023年 | 威爾斯羽毛球國際賽     | 國際挑戰賽 | 女子單打 | －            | 亞軍   |
| 2024年 | 愛沙尼亞羽毛球國際賽   | 國際系列賽 | 女子單打 | －            | 準決賽 |
| 2024年 | 斯洛伐克羽毛球公開賽   | 未來系列賽 | 女子單打 | －            | 亞軍   |
| 2024年 | 挪威羽毛球國際賽       | 國際系列賽 | 女子單打 | －            | 亞軍   |

| 2007-2017年 | 首要超級賽 | 超級賽 | 黃金大獎賽 | 大獎賽 | 國際挑戰賽 | 國際系列賽 | 未來系列賽 | 其他 |

| 2018-2026年 | 總決賽 | 超級1000賽 | 超級750賽 | 超級500賽 | 超級300賽 | 超級100賽 | 國際挑戰賽 | 國際系列賽 | 未來系列賽 | 其他 |